# Un (ort)
Un är en ort i Indien.   Den ligger i distriktet Banās Kāntha och delstaten Gujarat, i den västra delen av landet, 800 km sydväst om huvudstaden New Delhi. Un ligger 49 meter över havet och antalet invånare är 30 671.
Terrängen runt Un är mycket platt. Runt Un är det tätbefolkat, med 266 invånare per kvadratkilometer. Närmaste större samhälle är Radhanpur, 17,8 km väster om Un. Trakten runt Un består till största delen av jordbruksmark.